# Alexándria
Alexándria (en grec moderne : Αλεξάνδρεια) est une ville et un dème du district régional d'Imathie en Macédoine-Centrale en Grèce. Selon le recensement de 2011, la population du dème compte 41 570 habitants tandis que celle de la ville s'élève à 14 821 habitants
Avant son renommage en 1953, la ville portait le nom de Gídas (Γίδας).

## Géographie
Alexándria est située dans la vaste plaine au nord de fleuve Aliakmon et à l'ouest de la rivière Axios, nommée Kampania ou encore Roumlouki. 
Son économie repose principalement sur l'agriculture. 
La région autour d'Alexándria possède la plus grande production de pêches de Grèce et des pommes, des poires, du tabac et du coton y sont également cultivés. 
Son altitude est de 10 mètres d'altitude. 
Alexándria se trouve à 19 kilomètres au sud de Giannitsá, à 23 kilomètres au nord-est de Véria et à 42 kilomètres à l'ouest de Thessalonique.

## Municipalité
Le dème d'Alexándria  a été formée lors de la réforme du gouvernement local (Programme Kallikratis) de 2011 par la fusion des 4 anciennes municipalités suivantes :
- Alexándria
- Antigonídes
- Melíki
- Platý

Le dème d'Alexándria a une superficie de 478,825 km2, la ville d'Alexándria de 140,614 km2.

## Population de la ville (et du dème)
| 1961          | 1971          | 1981            | 1991            |
| ------------- | ------------- | --------------- | --------------- |
| 6 168 (8.289) | 8 199 (9.535) | 10 543 (10.809) | 12 109 (13.319) |

| 2001            | 2011            | 2021   | - |
| --------------- | --------------- | ------ | - |
| 13 229 (14.370) | 14 683 (15.724) | 15 042 | - |

## Transports

### Liaisons routières
La municipalité est desservie par l'autoroute A1 et l'autoroute A2.
La ville est traversée par la route nationale EO2 et la route nationale EO4.

### Transport ferroviaire
La gare d’Alexándria est située sur la ligne de Thessalonique à Florina (en).
Les trains de banlieue de Thessalonique relient Alexándria à Thessalonique et à Édesse. 
La gare de Platý (en) desservie par la ligne de Thessalonique à Athènes (en) est également située dans la municipalité d’Alexándria.

## Personnalités
- Vasílios Tsiártas, footballeur
- Charalampos Giannopoulos, basketteur
- Geórgios Koútsias, footballeur